# Brede Hangeland
Brede Poulsen Hangeland (Houston, 1981. június 20. –) norvég labdarúgó hátvéd.

## Pályafutása

### Viking
Hangeland az FK Vidar ifiakadémiáján kezdett futballozni, 2000-ben innen került a Vikinghez. Első szezonjában kupagyőzelemhez segítette csapatát, a Bryne FK ellen 3-0-ra megnyert döntőt középpályásként játszotta végig. 2005-ben megkapta a csapatkapitányi karszalagot. Minden sorozatot egybevéve 187 alkalommal lépett pályára a Vikingben.

### København
2006. január 16-án a dán FC Københavnhoz igazolt. Hamar sikerült beilleszkednie és remek párost alkotott Michael Gravgaarddal a védelem közepén. A 2006/07-es Bajnokok Ligája csoportköreiben olyan jól teljesített, hogy több nagyobb csapat figyelmét is felhívta magára. 2007 nyarán a Newcastle United, az Aston Villa, a Liverpool és a Manchester City is szerette volna leigazolni, de ő a maradás mellett döntött. A Københavnnál töltött ideje alatt több mint 100 meccsen kapott lehetőséget, kétszer megnyerte a dán bajnokságot és egyszer a Royal League-et.

### Fulham
2008. január 18-án, napokig tartó tárgyalások után a Fulham bejelentette, hogy leigazolta Hangelandot. Január 29-én, egy Bolton Wanderers elleni mérkőzésen debütált, ahol őt választották a legjobbnak. Jó teljesítménye továbbra is kitartott, így a szurkolók hamar megszerették. A csapata a 2007/08-as idényben elkerülte a kiesést, amiben nagy szerepe volt Hangeland és Aaron Hughes párosának. A két játékos a következő szezonban olyan jól teljesített, hogy a Fulham egy gólnál is kevesebbet kapott átlagban meccsenként.
2009. augusztus 23-án, az Arsenal ellen megszerezte első gólját a fehér mezeseknél, ezzel 1-0-s sikerhez segítve csapatát. 2009 nyarán több csapattal, köztük az Arsenallal is szóba hozták, de nem hagyta el a Fulhamet. Október 29-én, egy AS Roma elleni Európa-liga-meccsen gólt szerzett. November 27-én egy új, 2013-ig szóló szerződést írt alá a londoniakkal.

## Válogatott
Hangeland 2002-ben, Ausztria ellen mutatkozott be a norvég válogatottban, védekező középpályásként. Azóta már több mint 50-szer szerepelt a csapatban, többnyire hátvédként. 2008. augusztus 12-én ő viselhette a csapatkapitányi karszalagot.

## Sikerei, díjai

### Viking
- Norvég kupagyőztes: 2001

### København
- Dán bajnok: 2005/06, 2006/07
- Royal League-győztes: 2005/06

## Külső hivatkozások
- Brede Hangeland pályafutásának statisztikái a Soccerbase oldalon (angolul)

- Brede Handeland adatlapja a Fulham honlapján

## Fordítás
- Ez a szócikk részben vagy egészben  a   Brede Hangeland című angol Wikipédia-szócikk fordításán alapul.  Az eredeti cikk szerkesztőit annak laptörténete sorolja fel. Ez a jelzés csupán a megfogalmazás eredetét és a szerzői jogokat jelzi, nem szolgál a cikkben szereplő információk forrásmegjelöléseként.